# 99 (empresa)
99, también conocida como 99Taxis o 99 app, es una compañía brasileña de transporte colaborativo. La compañía, creada en 2012 y con sede en São Paulo, trabaja desde una aplicación y pone en contacto a conductores y usuarios. La aplicación funciona en más de 500 ciudades de Brasil. 

## Historia
Creada en 2012 en la ciudad de São Paulo, la compañía se ha expandido desde entonces por todo Brasil y ha llegado a una treintena de países. Fue fundada por Paulo Veras, Renato Freitas y Ariel Lambrecht.
En enero de 2017, 99 realizó una ronda de recaudación de más de 320 millones de reales, dirigida por la empresa de transporte colaborativo china Didi Chuxing. La compañía 99 cuenta entre otros competidores con las marcas Uber y Cabify. En mayo de 2017, una segunda ronda de recaudación fue coordinada por la japonesa SoftBank, consiguiendo $100 millones de dólares.
El 3 de enero de 2018, la empresa fue adquirida por la china Didi Chuxing, rival de Uber, por un valor de $ 1.000 millones de dólares.